# East Garo Hills (huyện)
Huyện East Garo Hills là một huyện thuộc bang Meghalaya, Ấn Độ. Thủ phủ huyện East Garo Hills đóng ở Williamnagar. Huyện East Garo Hills có diện tích 2603 ki lô mét vuông. Đến thời điểm năm 2001, huyện East Garo Hills có dân số 247555 người.